# Cmentarz Dubečski (Městská)
Cmentarz Dubečski (cz. Dubečský hřbitov) – cmentarz położony w stolicy Czech w dzielnicy Praga 10 (Dubeč) przy ulicy Městskiej.

## Historia
Cmentarz został założony w 1895 roku z funduszy mieszkańców ówczesnych wsi Dolní Měcholupy i Dubeč, data założenia znajduje się na podstawie żelaznego krzyża pośrodku najstarszej części cmentarza. Nekropolia ma kształt prostokąta podzielonego na cztery części dwoma prostopadłymi alejami lipowymi. Zachodnia część jest starsza, we wschodniej znajdują się kwatery do pochówków urnowych, obie części są oddzielone murkiem. 
zastępując likwidowany cmentarz przy kościele św. Piotra. Data założenia znajduje się na podstawie żelaznego krzyża stojącego pośrodku cmentarza. Cmentarz znajduje się w południowo-zachodniej części dzielnicy, rosną na nim liczne kasztanowce.